# Palacio Ossa
El Palacio Ossa es un inmueble ubicada en la avenida Irarrázaval, en la comuna de Ñuñoa, ciudad de Santiago, Chile. Construido en 1860, fue declarado, en conjunto con el parque que la rodea, Monumento Nacional, en la categoría de Histórico, mediante el decreto ley n.º 723, del 15 de junio de 1973, promulgado durante el gobierno del presidente Salvador Allende. Desde 1953 funciona en el lugar la Casa de la Cultura de Ñuñoa.

## Historia
Construida en el año 1860 por el arquitecto Manuel Aldunate por encargo del empresario Gregorio Ossa, el palacio se proyectó como casa de descanso familiar. En 1910, el ingeniero, empresario y político José Pedro Alessandri compró la propiedad, y en 1952 el terreno se traspasó a la Municipalidad de Ñuñoa, que, al año siguiente, la convirtió en la sede de la Casa de la Cultura comunal.
En la década de 1980 se realizaron varios trabajos de reconstrucción. En 1982 se refaccionó la fachada, y en 1984 la biblioteca, y se construyó un subterráneo. En 1985, tras el terremoto de ese año, se restauraron varias estructuras del segundo piso.
El terremoto de 2010 dejó al palacio con varios daños, y en 2020 se anunció la adjudicación de fondos de la Subsecretaría de Desarrollo Regional para la realización de un proyecto de rehabilitación integral.

## Descripción
El edificio, de estilo neoclásico, presenta dos niveles elevados sobre un zócalo. El nivel inferior es de un volumen rectangular, que es rodeado por un corredor al que se accede por cuatro pequeñas escalinatas ubicadas en el centro de cada uno de los costados. El nivel superior, que se encuentra en una posición central con respecto al primer nivel, es de una dimensión de la mitad del nivel inferior, y posee una terraza y un mirador.
Los muros son de albañilería de ladrillo con mortero de cal, con refuerzos metálicos, y tabiques interiores de madera rellenos de adobe. La techumbre es de madera de roble, con cubierta de hierro galvanizado.
El parque que lo rodea contiene una fuente de la fundición Val d'Osne, y 11 esculturas clásicas.